# Fauna de Honduras
La república de Honduras, es un país centroamericano, geográficamente ubicado dentro de los trópicos, lo que le permite que su naturaleza brinde un hábitat adecuado tanto para la flora y esta a su vez permite que se desarrolle una gran diversidad de fauna.

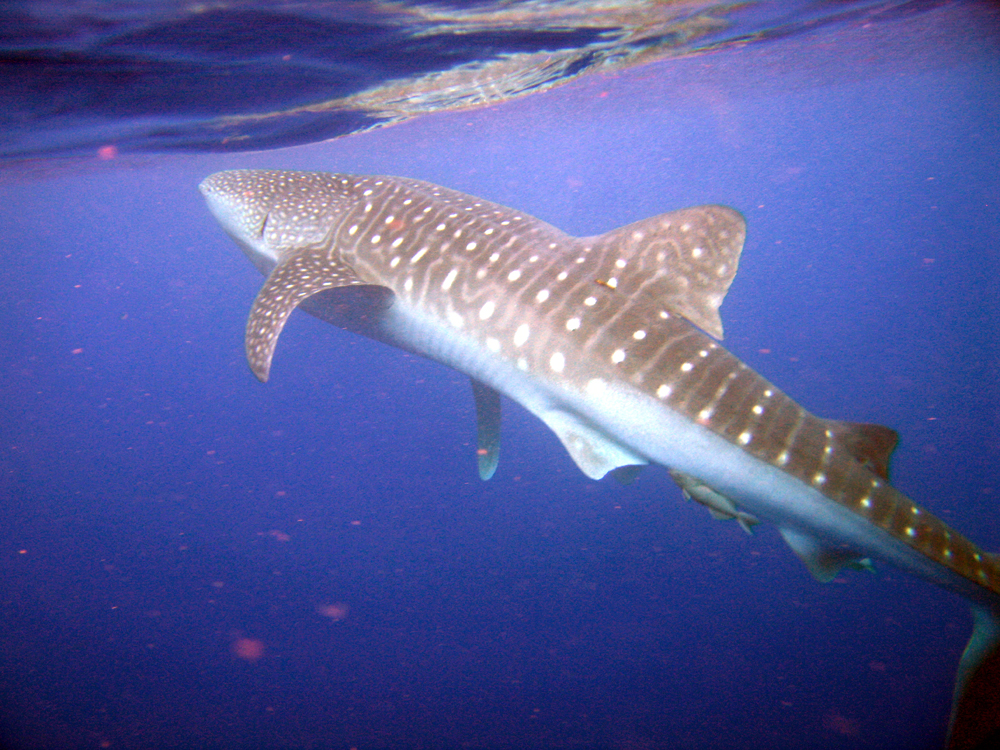
Vista de un Tiburón cerca de la Isla de Útila en Honduras.

Muchas de estas especies se encuentran en vía de extinción, lo cual ha planteado al gobierno hondureño, secretarías y organizaciones naturistas nacionales e internacionales, promover y velar por la protección tanto la biodiversidad de especies, como las reservas naturales existentes.
La fauna en Honduras es riquísima y variada siendo los más comunes los de vida arbórea y los que viven en las corrientes fluviales aguas lacustres. 
Los animales grandes no son muy numerosos pero hay cientos de especies de reptiles, anfibios y pájaros; lagartos y muchas variedades de peces en las corrientes. Monos, murciélagos y miríadas de pájaros abundan en los árboles. 

## Clima
Puesto que no hay estación fría, miles de variedades de insectos pululan continuamente: avispas, hormigas, mosquitos, zancudos, jejen entre otros.

## Mamíferos
Entre los mamíferos se encuentran: 
- "Danto" o Tapir (Tapirus bairdii),
- jabalí o Pecarí (Tayassu pecari),
- Jagüilla (Sus americanensis),
- Tigre o jaguar (Felis onca),
- puma (Felis concolor), Tigrillo (Felis pardalis)
- gato montés o Caucel (Felis Wiedii),
- Yaguarundi o puma pequeño (Felis yaguaroundi),
- murciélago (Vampirus spectrum),
- pizote solo (Nasua narica),
- mapachín (Procyon lotor),
- Oso hormiguero (Myrmecophaga tridactyla), etc.

```
Guacamaya
```

## Aves

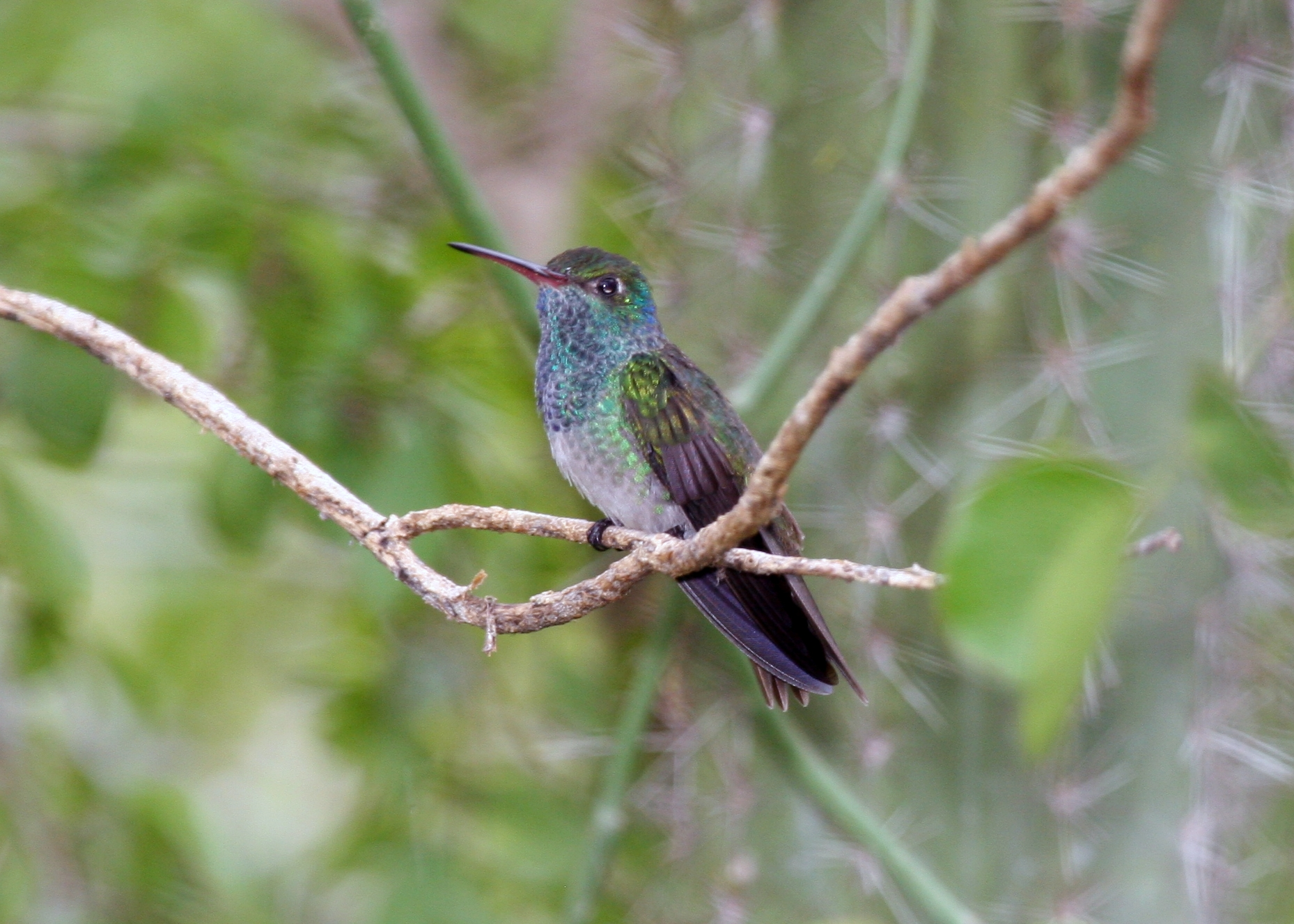
Colibrí esmeralda de Honduras o amazilia hondureña

La avifauna es variada y muy abundante entre los que se encuentran: 
- Colibríes o gorriones en más de 20 especies diferentes; Una de ellas es el colibrí esmeralda, una especie de colibríes endémica de Honduras
- la viudita (Trogon rufus),
- el pájaro carpintero (Phleoceastes guatemalensis),
- la lechuza (Pulsatrix perspicillata),
- el tecolote (Ciccaba virgata),
- el Tucán o pico de navaja (Rhanfastus sulfuratus y Pteroglosus torcuatus),
- lora nuca amarilla (Amazona ochrocephala),
- perico verde de la costa (Aratinga finschi),
- rey zopilote o cóndor centroamericano (Sarcoramphus papa),
- Eumops glaucinus.
- Guara Roja

## Reptiles
Entre los reptiles están los siguientes:
- Barba amarilla (Botrox atrox),
- tamagás (Botrox nasuta),
- Porthidium nasutum,
- boa (Constrictor imperatur),
- cascabel (Crotalus durissus),
- tortuga verde (Chelonia mydas),
- caimán café (Caiman cocodrylus fuscus),
- lagarto ( Cocodrylus acutus),
- serpiente de coral,
- Acanthopleura granulata,
- Basiliscus vittatus.

Otros reptiles son las iguanas que se mimetizan con los tonos variados del bosque; las tortugas de agua dulce como la caguama (Caretta caretta).

## Anfibios
Entre los anfibios son abundantes los sapos y las ranas trepadoras de variadas especies.

## Coral
Las costas de Honduras, se encuentran bañadas al norte y este por el mar Caribe y en el sur por el golfo de Fonseca, en las aguas turquesas próximas al mar Caribe se puede apreciar mediante buceo los arrecifes coralinos con su diversidad de algas calcáreas, algas rojas, (Rhodophyta), como praderas marinas, entre otras plantas acuáticas que abordan un natural ecosistema.
Entre la fauna que podemos encontrar en las costas hondureñas, están el Tiburón ballena, delfines, variedad de peces tropicales, camarones (Caridea) y muchas especies más
| Biodiversidad de Honduras |                       |                 |                     |
|                           |                       |                 |                     |
| Agave                     | Tillandsia flabellata | Anthurium       | Liquidambar         |
|                           |                       |                 |                     |
| Delfín                    | Jaguar                | Cebus capucinus | Tayassu tajacu      |
|                           |                       |                 |                     |
| Iguana                    | Boa constrictor       | Caretta caretta | Cephalopholis fulva |
|                           | Ara ambigua           |                 |                     |
| Tucán                     | Ara ambigua           | Harpia harpyja  | Pionus senilis      |